# Franziskus Hospital Bielefeld

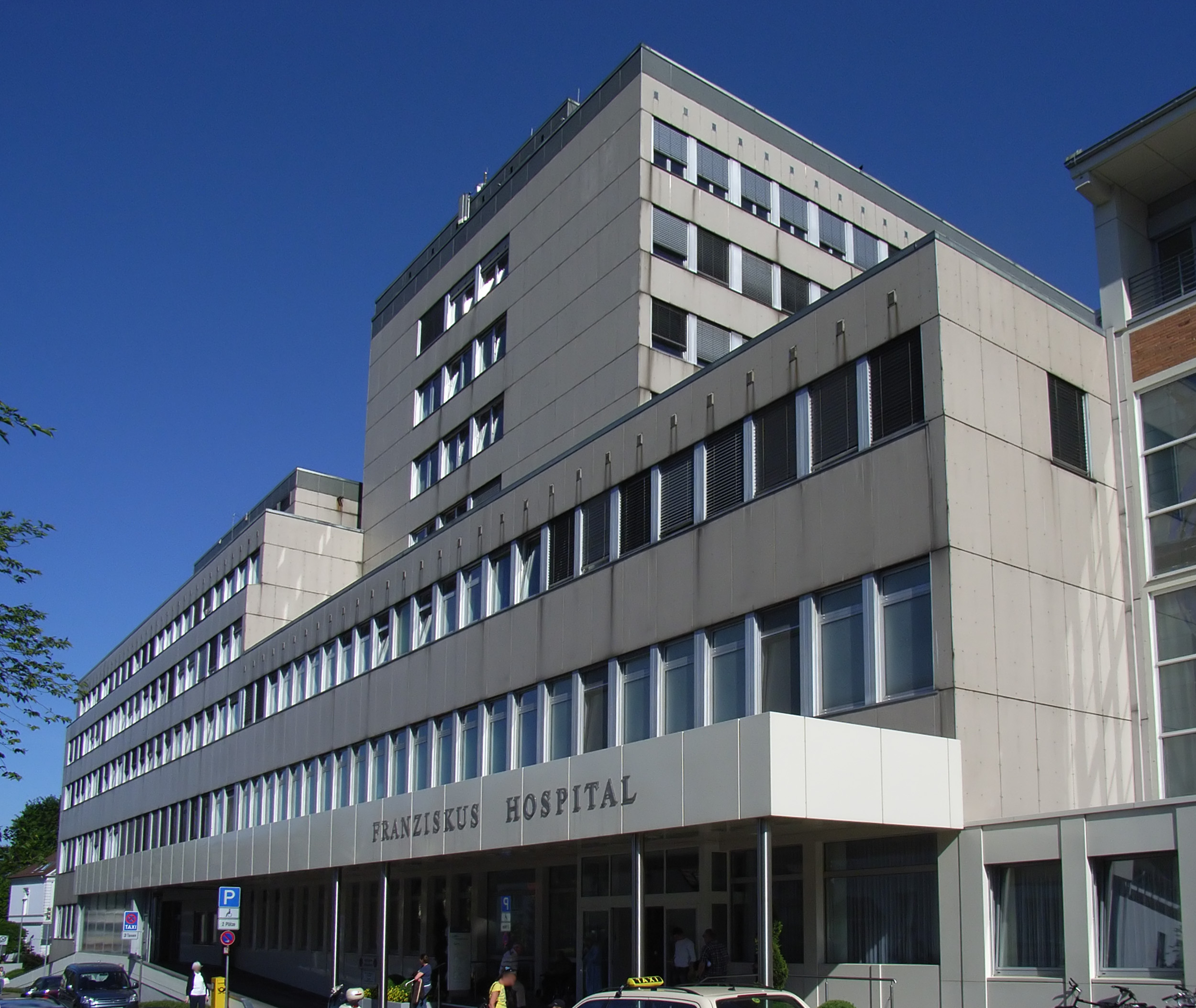
Franziskus Hospital Bielefeld

Das Franziskus Hospital Bielefeld ist ein Krankenhaus in katholischer Trägerschaft in der ostwestfälischen Stadt Bielefeld. Das umgangssprachlich „Klösterchen“ genannte Krankenhaus verfügt über 301 Betten, es werden jährlich etwa 15.000 Patienten stationär und 34.000 Patienten ambulant behandelt. Seit 2003 ist das Franziskus Hospital akademisches Lehrkrankenhaus der Medizinischen Hochschule Hannover.

## Geschichte
Pfarrer Johann Plantholt trat 1869 dafür ein, dass in Bielefeld ein katholisches Krankenhaus errichtet wird. Mit Hilfe des Paderborner Bischofs erreichte er, dass die Generaloberin der Armen-Schwestern vom heiligen Franziskus in Aachen drei Ordensschwestern für diesen Zweck zur Verfügung stellte. Am 7. April 1869 wurde die Niederlassung der Schwestern im „Haus von Nazareth“ gegründet, dessen bescheidene Räumlichkeiten schon bald nicht mehr ausreichten. Durch zahlreiche Spenden konnte im folgenden Jahr ein neues Haus am Bürgerweg errichtet werden, nach der bischöflichen Weihung 1871 folgten zahlreiche weitere Anbauten. Im Ersten Weltkrieg wurden viele Kriegsverwundete behandelt, während des Nationalsozialismus blieb das Haus weitgehend autonom. Bei einem Bombenangriff im Oktober 1944 wurde das Krankenhaus stark zerstört, trotzdem wurde die Behandlung der Patienten unter lebensgefährlichen Bedingungen fortgesetzt. Nach Kriegsende blieb das Hospital beliebt, 1982 konnte ein Neubau eingeweiht werden. Die Ernennung zum Lehrkrankenhaus der Medizinischen Hochschule Hannover erfolgte 2003.
Als eines der ersten Krankenhäuser in Nordrhein-Westfalen erlangte das Franziskus Hospital im Jahr 2000 die erfolgreiche Zertifizierung nach der DIN EN ISO 9001-Normenreihe – bis heute werden jährliche Überwachungsprüfungen durchgeführt, seit 2017 nach der DIN EN ISO 9001:2015.

## Katholische Hospitalvereinigung Ostwestfalen
Das Franziskus Hospital Bielefeld, das Mathilden Hospital Herford und das Sankt Vinzenz Hospital Rheda-Wiedenbrück, haben sich zur Katholischen Hospitalvereinigung Ostwestfalen gGmbH (KHO) mit Sitz in Bielefeld zusammengeschlossen. Am 1. Juli 2022 kamen das Sankt-Elisabeth-Hospital Gütersloh, das Marienhospital Oelde und das Sankt-Lucia-Hospital Harsewinkel hinzu. Durch die enge Zusammenarbeit der sechs Krankenhäuser werden Investitions- und Grundsatzfragen in gemeinsamer Abstimmung von Verwaltungsrat und Geschäftsführung festgelegt. Auch bei der Aus- und Weiterbildung der insgesamt über 3200 Mitarbeiterinnen und Mitarbeiter wird eng zusammengearbeitet.

## Kooperatives Brustzentrum Bielefeld-Herford
Das Kooperative Brustzentrum Bielefeld-Herford ist ein Zusammenschluss der Krankenhäuser Franziskus Hospital Bielefeld und Mathilden Hospital Herford. Durch diese Kooperation soll Brustkrebspatientinnen die bestmögliche individuelle Therapie ermöglicht werden.

## Kliniken und Institute
- Allgemeine Innere Medizin
- Hämatologie, Onkologie, Immunologie
- Allgemein-, Viszeral- und Gefäßchirurgie
- Unfallchirurgie, Orthopädie und Wirbelsäulenchirurgie
- Urologie
- Frauenheilkunde und Geburtshilfe
- Anästhesie
- Radiologie und Nuklearmedizin
- Strahlentherapie und Radioonkologie
- Belegabteilung für Zahn- und Kieferheilkunde, Mund- und Kieferchirurgie

- Tumorzentrum
- Brustzentrum
- Darmzentrum
- Prostatazentrum
- Kontinenzzentrum
- Traumazentrum
- Adipositaszentrum
- Bildungszentrum für Berufe im Gesundheitswesen (Aus-, Fort- und Weiterbildung)
- Fitnesscenter
- Menüservice